# Remouillé
Remouillé – miejscowość i gmina we Francji, w regionie Kraj Loary, w departamencie Loara Atlantycka.
Według danych na rok 2010 gminę zamieszkiwało 1695 osób, a gęstość zaludnienia wynosiła 79 osób/km².